# Dynamic loading
Dynamic loading (dynamické načítání) je v informatice označení pro mechanismus, který načte knihovnu do paměťového prostoru za běhu procesu. Běžící proces tak získá možnost volat procedury a funkce, které se nacházejí v načtené knihovně. Knihovnu lze později z paměti uvolnit. Mechanismus umožňuje programátorovi v případě nedostupnosti knihovny provést náhradní činnost (použít alternativní knihovnu, zobrazit hlášení uživateli a podobně). Tím se odlišuje od klasického zavádění dynamických knihoven při spuštění programu, kdy musí být přítomny všechny potřebné knihovny.

## Historie
Dynamické načítání bylo běžným mechanismem pro operační systém IBM/360 (začátek 60. let až do současné Z/Architektury) a to zejména pro obsluhu vstupně-výstupních rutin, COBOL a PL/1 běhových knihoven. Co se týče programování aplikací, nahrávání je do značné míry transparentní, protože je většinou vyřešené na úrovni operačního systému. IBM využívá dynamické načtení od 70. let 20. století u transakčního zpracování strategického systému CICS a to jak pro jádro operačního systému, tak i pro normální aplikační programy. Opravy pak mohou být uskutečněny za běhu systému nebo programu bez nutnosti jejich restartu.
Mezi hlavní výhody patří:
- opravy subsystému opravují celý program bez nutnosti jeho nového linkování
- knihovny mohou být chráněny před neautorizovanou úpravou

## Použití
Dynamické načítání je nejčastěji používáno v implementaci softwarových pluginů (modulární struktura Apache HTTP Serveru). Nebo v programech, které nabízejí více podporovaných knihoven a uživatel si je jednotlivě může volit (rozšiřující knihovny pro PHP).

### C/C++
Dynamické načítání nepodporují všechny systémy. Mac OS X, Linux a Solaris nabízí dynamické načítání prostřednictvím knihovních „dl“ funkcí v jazyce C. Operační systém Windows podporuje dynamické načítání pomocí volání Windows API.

## Shrnutí
| Název                         | Standard POSIX/UNIX API                                 | Microsoft Windows API     |
| ----------------------------- | ------------------------------------------------------- | ------------------------- |
| Zařazení hlavičkového souboru | #include <dlfcn.h>                                      | #include <windows.h>      |
| Definice hlavičky             | dl (libdl.so, libdl.dylib, závisí na operačním systému) | Kernel32.dll              |
| Načtení knihovny              | dlopen                                                  | LoadLibrary LoadLibraryEx |
| Extrahování obsahu            | dlsym                                                   | GetProcAddress            |
| Zavření knihovny              | dlclose                                                 | FreeLibrary               |

## Načtení knihovny
Načtení knihovny se provede prostřednictvím LoadLibrary nebo LoadLibraryEx na operačním systému Windows a pomocí dlopen na operačních systémech na bázi Linuxu. Následují příklady:

### Linux, *BSD, Solaris, etc.
```
void
*
 
sdl_library
 
=
 
dlopen
(
"libSDL.so"
,
 
RTLD_LAZY
);

if
(
sdl_library
 
==
 
NULL
)
 
{

   
// oznámení chyby ...

}
 
else
 
{

   
// výsledek zavoláním dlsym

}

```

### Mac OS X
UNIX library:
```
void
*
 
sdl_library
 
=
 
dlopen
(
"libsdl.dylib"
,
 
RTLD_LAZY
);

if
(
sdl_library
 
==
 
NULL
)
 
{

   
// oznámení chyby ...

}
 
else
 
{

   
//  výsledek zavoláním dlsym

}

```

OS X Framework:
```
void
*
 
sdl_library
 
=
 
dlopen
(
"/Library/Frameworks/SDL.framework/SDL"
,
 
RTLD_LAZY
);

if
(
sdl_library
 
==
 
NULL
)
 
{

   
// oznámení chyby ...

}
 
else
 
{

   
// výsledek zavoláním dlsym

}

```

### Windows
```
HMODULE
 
sdl_library
 
=
 
LoadLibrary
(
"SDL.dll"
);

if
(
 
sdl_library
 
==
 
NULL
)
 
{

   
//oznámení chyby ...

}
 
else
 
{

   
// výsledek zavoláním GetProcAddress

}

```

## Extrahování obsahu knihovny
Extrahování obsahu dynamicky načítané knihovny je dosaženo pomocí příkazu GetProcAddress ve Windows a dlsym v Unix systému.

### Linux, *BSD, Mac OS X, Solaris, etc.
```
void
*
 
initializer
 
=
 
dlsym
(
sdl_library
,
"SDL_Init"
);

if
(
initializer
 
==
 
NULL
)
 
{

   
// oznámení chyby ...

}
 
else
 
{

   
...

}

```

### Windows
```
FARPROC
 
initializer
 
=
 
GetProcAddress
(
sdl_library
,
"SDL_Init"
);

if
(
initializer
 
==
 
NULL
)
 
{

   
// report error ...

}
 
else
 
{

   
...

}

```

## Převod extrahovaného obsahu knihovny
Vrácený výsledek prostřednictvím dlsym() nebo GetProcAddress() musí být převeden do požadované destinace předtím, než může být použit.

### Windows
V případě systému Windows, konverze je jednoduchá, protože FARPROC je v podstatě již ukazatel funkce:
```
typedef
 
INT_PTR
 
(
*
FARPROC
)(
void
);

```

Může nastat problém, pokud adresy objektu jsou vyvolány místo funkce. Nicméně, obvykle jeden chce získat funkce stejně, takže to není ve výsledku problém.
```
typedef
 
void
 
(
*
sdl_init_function_type
)(
void
);

sdl_init_function_type
 
init_func
 
=
 
(
sdl_init_function_type
)
 
initializer
;

```

### UNIX (POSIX)
Dle specifikace POSIX je výsledkem provedení dlsym() prázdný ukazatel (pointer), což způsobuje problém. Je to způsobeno tím, že programovací jazyky C a C++ nedovolují provést konverzi mezi ukazateli na objekty a ukazateli funkcí (není vyžadováno aby měl ukazatel funkce stejnou velikost jako ukazatel na objekt). Je tedy striktně zakázáno provést konverzi mezi typem void* a ukazatelem na funkci. Na většině v současnosti používaných systémů jsou ukazatele na funkce s ukazateli na objekty mezi sebou již konvertibilní.
Následující fragment kódu ukazuje jeden ze způsobů řešení, který umožňuje provádět tuto konverzi v různých systémech:
```
typedef
 
void
 
(
*
sdl_init_function_type
)(
void
);

sdl_init_function_type
 
init_func
 
=
 
(
sdl_init_function_type
)
initializer
;

```

Výše uvedená část programového kódu může u některých kompilátorů vyvolat toto varovné hlášení: „Přejmenování ukazatele dereferenčního typu porušuje pravidla aliasingu“. Řešením je použití následujícího programového kódu:
```
typedef
 
void
 
(
*
sdl_init_function_type
)(
void
);

union
 
{
 
sdl_init_function_type
 
func
;
 
void
 
*
 
obj
;
 
}
 
alias
;

alias
.
obj
 
=
 
initializer
;

sdl_init_function_type
 
init_func
 
=
 
alias
.
func
;

```

Tím se zakáže varovné hlášení.